# Ceratina mocsaryi
Ceratina mocsaryi é uma espécie de insetos himenópteros, mais especificamente de abelhas pertencente à família Apidae.
A autoridade científica da espécie é Friese, tendo sido descrita no ano de 1896.
Trata-se de uma espécie presente no território português.